# Tanumshede
58°44′N 11°20′Ø / 58.733°N 11.333°Ø
Tanumshede er en by i Bohuslän og administrationsby i Tanums kommune, Västra Götalands län i Sverige, beliggende 55 km nordvest for Uddevalla. Byen ligger lige vest for E6, næsten præcis midt imellem Oslo og Göteborg og ikke langt fra kystsamfundene Grebbestad og Fjällbacka. Tanumshede ligger i helleristningsområdet i Tanum, som er optaget på Unescos verdensarvsliste.
Tanumshede har et areal på 187,48 hektar og en befolkning på 1.697 indbyggere (2010) med en befolkningstæthed på 9,05 indb./ha

## Historie
Området har været beboet langt tilbage i tiden. Omkring byen er der fundet et stort antal helleristninger fra bronzealderen. I byen er der også en begravelsesplads fra jernalderen, lige ved siden af gravhøje fra bronzealderen. Cirka tre kilometer nord for Tanumshede ligger gården Håkeby. Den nævnes af Snorre Sturlasson i Heimskringla. Han skriver, at den norske konge Olav Kyrre døde af sygdom her i 1093. Dette antyder, at der på den tid lå en kongsgård her. Stedet har muligvis været et lokalt politisk magtcentrum allerede i jernalderen.
Området blev i middelalderen et knudepunkt hvor kongevejen mellem Oslo og København krydsede en anden vej mellem kysten og indlandet. Nutidens Tanumshede voksede siden frem af kirkebyen Vinbäck og bebyggelsen omkring tingstedet og gæstgiveriet ved Hede.

## Byen i litteraturen
En stor del af handlingen i forfatteren Camilla Läckbergs romaner fra Fjällbacka foregår i Tanumshede.

## Eksterne kilder og henvisninger
- Wikimedia Commons har flere filer relateret til Tanumshede

1. ↑  Tibbling, sida 9
2. ↑  Tanum 546 – en stensättning læst 28. december 2011
3. ↑  Tanumshede - Tanums kommun Arkiveret 5. august 2011 hos  Wayback Machine læst 28. december 2011

- Tanums Hed till Tanumshede Ralf Tibbling 2006, RGT kontorsmaterial förlag ISBN 91 631 8342 0
- Chorographia Bahusiensis thet är: Bahus-läns beskrifning Johan Oedman, 1983, Carl Zakariasson, Ed
- Tanums kommuns kulturminnesvårdsprogram om Hede (Tanumshede) Arkiveret 14. januar 2022 hos  Wayback Machine